# Nailed to Metal - The Missing Tracks
Nailed to Metal - The Missing Tracks è un album live della band heavy metal tedesca U.D.O. pubblicato nel 2003.
Il disco contiene materiale registrato durante i tour in Russia della band e solo due canzoni si possono trovare anche nell'album Live from Russia, ma comunque registrate in concerti differenti.
L'edizione giapponese contiene in più anche la famosa cover "Metal Gods" dei Judas Priest.
L'album è presente anche all'interno del DVD Nailed to Metal - The Complete History.

## Tracce
1. Holy
2. Raiders Of Beyond
3. Metal Heart (Accept cover)
4. X-T-C (Accept cover)
5. Drum Solo
6. Fast As A Shark (Accept cover)
7. Princess Of The Dawn (Accept cover)
8. Restless And Wild (Accept cover)
9. Thunder In The Tower
10. Hard Attack (Accept cover)
11. Balls To The Wall (Accept cover)
12. Metal Gods (Judas Priest cover) - bonus track dell'edizione giapponese

## Formazione
- Udo Dirkschneider: voce
- Stefan Kaufmann: chitarra
- Igor Gianola: chitarra
- Fitty Wienhold: basso
- Lorenzo Milani: batteria